# Marion (Kansas)
Marion è un comune degli Stati Uniti d'America, situato nello Stato del Kansas, nella contea di Marion, della quale è anche il capoluogo. La città è così chiamata in onore a Francis Marion.